# Departamentul de Legături Internaționale al Partidului Comunist Chinez
Departamentul de Legături Internaționale al Comitetului central al Partidului Comunist Chinez (în chineză: 中国共产党中央委员会对外联络部; pinyin: Zhōngguó Gòngchǎndǎng Zhōngyāng Wěiyuánhuì Duìwài Liánluò Bù), cunoscut și sub numele de Departamentul pentru Legături Internaționale (International Liaison Department - ILD), este o agenție din cadrul Comitetului Central al Partidului Comunist Chinez responsabilă de stabilirea și menținerea relațiilor cu partidele politice străine. În plus, acest departament adună informații despre partidele politice străine, organizațiile, grupurile de experți și mediul universitar, având ca sarcină să găsească modalități de a descuraja potențialii critici ai regimului chinez.

## Istoric
Departamentul a fost înființat în 1951 și a fost însărcinat cu supravegherea relațiilor cu partidele comuniste străine, în special cu Partidul Comunist al Uniunii Sovietice și cu partidele comuniste din blocul socialist. Mandatul ILD a devenit mai important în urma divizării chino-sovietice, pe măsură ce partidul a început să caute mai agresiv susținători pentru poziția sa în rândul partidelor comuniste care operau în lume. Ulterior, departamentul a menținut legături între PCC și partidele maoiste din întreaga lume, încercând adesea să stimuleze revoluția în străinătate prin direcționarea banilor și a resurselor către grupurile de stânga și grupurile rebele. Din 1962 până în prima jumătate a Revoluției Culturale, relațiile externe au fost conduse în principal de Kang Sheng în numele Comitetului Permanent al Biroului Politic al PCC.
În anii 1980 sub Deng Xiaoping, ILD și-a extins misiunea pentru a include cultivarea relațiilor cu partidele necomuniste și a renunțat la obiectivele sale deschis revoluționare. În această epocă, departamentul a căutat să creeze legături cu „orice partid politic străin care era dispus să se întâlnească cu acesta”. Odată cu sfârșitul Războiului Rece și colapsul Uniunii Sovietice, misiunea extinsă a ILD de a se implica cu partide din spectrul politic a devenit mai importantă. De la începutul anilor 2000, ILD și-a sporit amplitudinea globală. Potrivit cercetătorului Anne-Marie Brady, ILD are „sarcina de a culege informații despre politicienii străini și partidele politice și de a dezvolta relații active cu aceștia”.

## Lista directorilor
Directori ai ILD:
- Wang Jiaxiang (1951 – martie 1966)
- Liu Ningyi (actor; iunie 1966 – aprilie 1968)
- Geng Biao (ianuarie 1971 – ianuarie 1979)
- Ji Pengfei (ianuarie 1979 – aprilie 1982)
- Qiao Shi (aprilie 1982 – iulie 1983)
- Qian Liren (iulie 1983 – decembrie 1985)
- Zhu Liang (decembrie 1985 – martie 1993)
- Li Shuzheng (martie 1993 – august 1997)
- Dai Bingguo (august 1997 – martie 2003)
- Wang Jiarui (martie 2003 – noiembrie 2015)
- Song Tao (noiembrie 2015 – iunie 2022)
- Liu Jianchao (iunie 2022 – prezent)